# Regensburger Sonntagsbibel
Die Regensburger Sonntagsbibel ist ein römisch-katholisches Hausbuch.
Sie enthält die Lesungen der Sonn- und Feiertage aller drei Lesejahre für die römisch-katholische Messfeier und kombiniert sie mit Betrachtungen von Joseph Ratzinger / Benedikt XVI. und Kunstwerken aus dem Bistum Regensburg. Sie wurde unter Mitarbeit von Maria Baumann, Sigmund Bonk, Hans-Georg Gradl, Josef Graf, Wolfgang Stöckl und Gabriel Weiten von Bischof Rudolf Voderholzer herausgegeben. Sie erschien im Jahr 2017 beim Verlag Schnell & Steiner in Regensburg. Im Frühjahr 2018 erschien die zweite Auflage.
Zu jedem Sonntag der drei Lesejahre und zu den Hoch- und Herrenfesten bietet die Regensburger Sonntagsbibel das Tagesgebet, die Erste Lesung, die Zweite Lesung und das Evangelium. Ein Aspekt oder eine Situation aus den Schrifttexten wird mit einem Kunstwerk aus dem Bistum Regensburg illustriert. Eine kurze Betrachtung von Benedikt XVI. und Fragen zum Nachdenken regen dazu an, das Evangelium und die Lesungen tiefer zu verstehen und in das eigene Leben zu übersetzen.
Eine Einführung von Hans-Georg Gradl macht die Eigenheiten der verschiedenen Evangelien deutlich, die die jeweiligen Lesejahre prägen. Die Leseordnung der Kirche mit verschiedenen Lesejahren wird ebenfalls in der Einführung erklärt.
In seinem Vorwort geht Bischof Rudolf Voderholzer auf den Entstehungshintergrund der Regensburger Sonntagsbibel ein. Sie knüpft demnach an die Tradition katholischer Hausbücher (z. B. die Handpostille von Pater Leonhard Goffiné) an. Die Regensburger Sonntagsbibel soll wie diese auch zu einer christlichen Gestaltung des Sonntags beitragen. Dieses Ziel verfolgte auch Bischof Wilhelm Egger von Bozen-Brixen mit seiner Sonntagsbibel, die er im Jahr 1991 herausgebracht hatte.
Auch Papst em. Benedikt XVI., von dem die Betrachtungen zu den Schrifttexten in der Regensburger Sonntagsbibel stammen, stellte die Regensburger Sonntagsbibel in die Tradition des „Goffiné“, also der Handpostille des Paters Leonhard Goffiné. Sie soll der Vor- und Nachbereitung der sonntäglichen Eucharistiefeier dienen und das Wort Gottes im Alltag der Menschen lebendig machen.
Bischof Voderholzer widmete die Regensburger Sonntagsbibel deshalb auch „allen Frauen und Männern, die in den Pfarreien des Bistums Regensburg den Dienst des Lektors oder Kommunionhelfers ausüben.“ Dadurch verwirklichten sie ihr priesterliches und prophetisches Amt, das ihnen in Taufe und Firmung übertragen wurde, und trügen zu einer würdigen Gestaltung der Liturgie bei, so Bischof Voderholzer weiter in seinem Vorwort zur Regensburger Sonntagsbibel.
Im Jahr 2019 brachte der Bischof von Passau, Stefan Oster, die Passauer Sonntagsbibel heraus. Sie übernimmt das Konzept der Regensburger Sonntagsbibel und erscheint ebenfalls im Schnell-&-Steiner-Verlag. Im Unterschied zur Regensburger Sonntagsbibel verwendet sie zur Illustration der Sonntagslesungen Kunstwerke aus dem Bistum Passau.